# М'язи

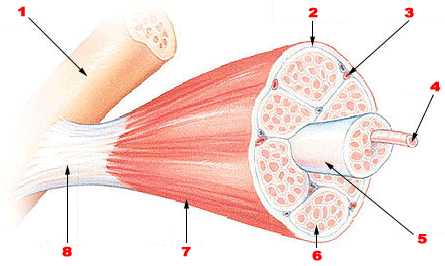
Загальна макроскопічна будова м'язу.
1. Кістка
2. Перимізій
3. Кровоносна судина
4. М'язове волокно
5. Фасціальний футляр
6. Ендомізій
7. Епімізій
8. Сухожилок

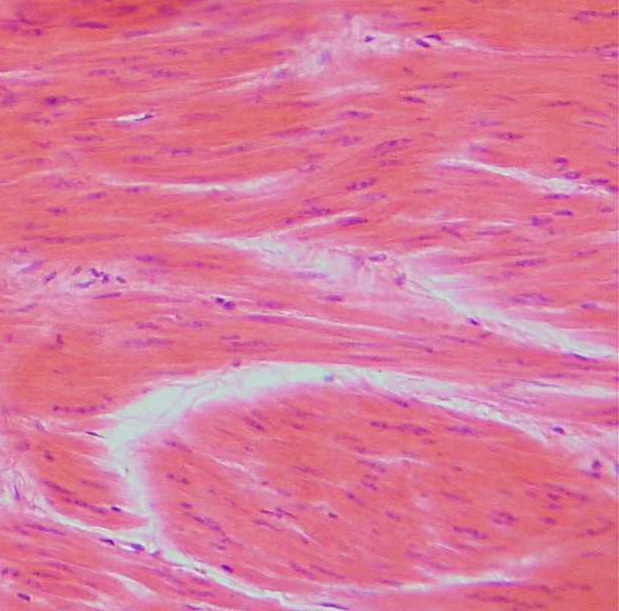
Мікропрепарат гладеньких м'язів (Давидових м'язів).

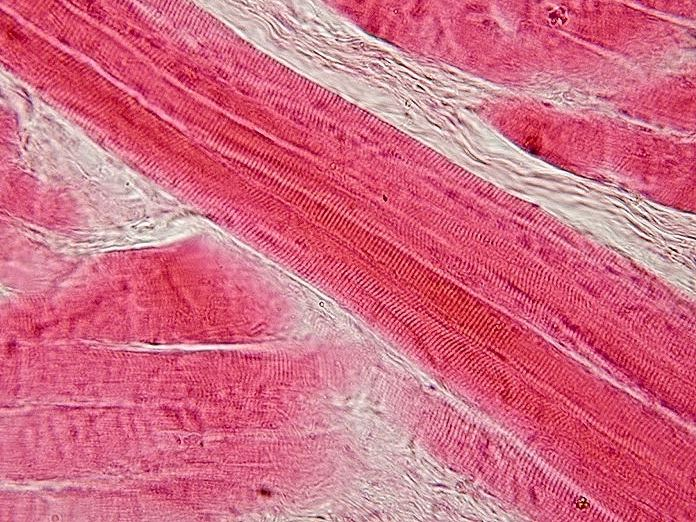
Мікропрепарат скелетних м'язів, поздовжній розріз

М'яз (лат. musculus, дос. «мишка») — скупчення м'язової тканини організму різної структурованості в окремі пучки чи шари стінок органів та судин. В більшості вищих тварин виконують як опорно-рухову, так і регуляторну функцію тонусу судин та органів.

## Вивчення
- З прикладних наук м'язи вивчають гістологія, біохімія, фізіологія, патологічна анатомія та анатомія людини.
- З клінічного погляду є предметом вивчення клінічної анатомії, оперативної хірургії, травматології, паразитології, неврології, фармакології.

## Класифікація
Існує дві точки зору на класифікацію м'язових тканин — морфофункціональна, за будовою, функціями, локалізацією поділяють та генетична, за ембріональним розвитком.

### Морфофункціональна
- Гладенька, непосмугована
- Поперечносмугаста, посмугована

- скелетна посмугована
- серцева посмугована

### Генетична
- соматичний (походить з міотомів мезодерми — це скелетна м'язова тканина);
- целомічний (походить з вентральної мезодреми — це серцева м'язова тканина);
- вісцеральний (розвивається із мезенхіми — це гладенька м'язова тканина стінок внутрішніх органів);
- невральний (походить з нервової трубки — це гладенькі міоцити м'язів райдужної оболонки);
- епідермальний — зі шкірної ектодерми, містить міоепітеліальні кошикоподібні клітини потових, сальних, молочних, слинних та слізних залоз.

## Гістологічна будова
Гладенька м'язова тканина складається з дуже дрібних (до 500 мкм) видовжених клітин, які називаються міоцитами. Ядро таких міоцитів розташовується в центральній частині, а тонкі міофібрили тягнуться від одного кінця клітини до іншого. Гладенька м'язова тканина утворює стінки кровоносних і лімфатичних судин, внутрішніх органів (травного тракту, сечового міхура, матки). Вона забезпечує перистальтику кишечника, зміну серцевих судин, пологи, сечовипускання та інші життєво важливі процеси.
Поперечносмугаста м'язова тканина утворює поперечносмугасту скелетну і серцеву мускулатуру. Структурною одиницею скелетної посмугованої м'язової тканини є м'язове волокно. Волокно має циліндричну форму і довжину до 4 см. Воно є симпластом — утвором з багатьох клітин звичайних розмірів, які у процесі ембріонального розвитку зливаються одна з одною. М'язове волокно містить сотні клітинних ядер, розташованих у пристінному шарі. Центральну частину волокна займають міофібрили, мітохондрії та ендоплазматичний ретикулум. Міофібрили розташовані точно паралельно одна одній; скоротливі білки (актин і міозин), з яких вони складаються, мають різне світлозаломлення. Тому під мікроскопом міофібрили мають вигляд почергових темних рядів і світлих смуг, що йдуть перпендикулярно до довгої осі волокна. Звідси й походить назва цих м'язів — поперечносмугасті.
Скелетна поперечносмугаста м'язова тканина утворює скелетні м'язи, входить до складу язика, глотки, верхнього відділу стравоходу. Серцева поперечносмугаста м'язова тканина складає основу серцевого м'яза. Вона утворена не симпластом, а поодинокими клітинами (кардіоміоцитами) завдовжки до 100 мкм. Кардіоміоцит має одне або кілька ядер, розташованих на периферії клітини, і міофібрили — у центральній частині. Міоцити серцевого м'яза щільно притиснуті один до одного, завдяки чому забезпечуються їхні узгоджені скорочення.

## Типи м'язів
М'язи людини поділяються на 3 типи, залежно від їхньої будови.
Перша група м'язів — скелетні, або поперечносмугасті м'язи. Скелетних м'язів у людини понад 600. Ці м'язи здатні довільно, на бажання людини, скорочуватися і разом зі скелетом утворюють опорно-рухову систему. Загальна маса цих м'язів становить близько 40 % ваги тіла, а у людей, що активно розвивають свої м'язи, може бути ще більше. За допомогою спеціальних вправ розмір м'язових клітин можна збільшувати допоки вони не виростуть в масі та обсязі і не стануть рельєфними. Скорочуючись, м'яз коротшає, потовщується і рухається відносно сусідніх м'язів. Скорочення м'яза супроводжується зближенням його кінців і кісток, до яких він прикріплений. У кожному русі беруть участь м'язи, які вчиняють його і протидіють йому, що надає руху точність і плавність.
Другу групу м'язів становить серцева поперечносмугаста (покреслена) м'язова тканина (міокард). Вона складається з кардіоміоцитів. Скорочення серцевого м'яза не підконтрольні свідомості людини, вона іннервується вегетативною нервовою системою.
Третій тип м'язів, який входить до складу клітин внутрішніх органів, кровоносних судин та шкіри, — гладка м'язова тканина, що складається з характерних м'язових клітин (міоцитів). Їхні повільні і тривалі скорочення відбуваються мимоволі, тобто незалежно від бажання людини.
Гладкі м'язи, або м'язи мимовільних рухів, розташовані переважно у стінках порожнистих внутрішніх органів, таких як стравохід або сечовий міхур. Вони грають важливу роль в процесах, що не залежать від нашої свідомості, наприклад, в переміщенні їжі по травному тракту.
Короткі веретеноподібні клітини гладких м'язів утворюють пластини. Скорочуються вони повільно і ритмічно, підкоряючись сигналам вегетативної нервової системи.

## Скорочення м'язів
У процесі скорочення нитки актину проникають глибоко в проміжки між нитками міозину, причому довжина обох структур не змінюється, а лише скорочується загальна довжина актоміозинового комплексу — такий спосіб скорочення м'язів називається ковзаючим. Ковзання актинових ниток вздовж міозинових потребує енергії, яка необхідна для скорочення м'язів, звільняється в результаті взаємодії актоміозину з АТФ з розщепленням останнього на АДФ і H3PO4 (фосфорну кислоту). Крім АТФ важливу роль у скороченні м'язів відіграє вода, а також іони кальцію і магнію. Скелетний м'яз складається з великої кількості м'язових волокон — чим їх більше, тим сильніший м'яз.
Розрізняють два типи м'язових скорочень. Якщо обидва кінці м'яза нерухомо закріплені, відбувається ізометричне скорочення, і при незмінній довжині напруження збільшується. Якщо один кінець м'яза вільний, то в процесі скорочення довжина м'яза зменшиться, а напруження не змінюється — таке скорочення називають ізотонічним; в організмі такі скорочення мають більше значення для виконання будь-яких рухів.
З гладких м'язів (гладкої м'язової тканини) складаються внутрішні органи, зокрема, стінки стравоходу, кровоносні судини, дихальні шляхи та статеві органи. Гладкі м'язи відрізняються так званим автоматизмом, тобто здатністю приходити в стан збудження при відсутності зовнішніх подразників. Якщо скорочення скелетних м'язів триває близько 0,09 секунд, то повільніші скорочення гладких м'язів тривають від 3 до 180,5 секунд. У стравоході, статевих органах і сечовому каналі збудження передається від однієї м'язової клітини до наступної. Скорочення гладких м'язів, що знаходяться в стінках кровоносних судин і в райдужній оболонці ока, не переноситься з клітини на клітину; до гладких м'язів підходять симпатичні і парасимпатичні нерви автономної нервової системи.
Серцевий м'яз (міокард) при нормальній роботі витрачає на скорочення близько 1 с, а при збільшенні навантаження швидкість скорочень збільшується. Унікальна особливість серцевого м'яза — в його здатності ритмічно скорочуватися навіть при вилученні його з організму.